# ザ・モダン・ワールド
『ザ・モダン・ワールド』（原題：This Is the Modern World）は、イギリスのロック・バンド、ザ・ジャムが1977年に発表した2作目のスタジオ・アルバム。

## 背景
「ザ・モダン・ワールド」は、デビュー直前の1977年4月26日にBBC「ジョン・ピール・セッション」のためのスタジオ・ライヴ録音が残されており、この時の録音は2002年発売のボックス・セット『ザ・ジャム・アット・ザ・BBC』に収録された。ザ・ジャムのアルバムとしては初めてブルース・フォクストンがソングライティングに貢献し、2曲を提供した。「ミッドナイト・アワー」はウィルソン・ピケットのカヴァーである。
本作は1977年のクリスマス・シーズンの発売に間に合わせるため、デビュー作『イン・ザ・シティ』の発売からわずか3か月後にレコーディングが開始され、ポール・ウェラーは後年、本作に関して「半分ぐらいの曲は失敗作」「曲作りが今一つうまくいかなかった」と不満を表明している。本作のリリースに先がけて、バンドは1977年10月に初のアメリカ・ツアーを行い、同11月3日にトップ・オブ・ザ・ポップスに出演して先行シングル曲「ザ・モダン・ワールド」を演奏し、リリース前日の11月17日には、ニュー・ハーツをオープニングアクトに従えてイギリス・ツアーを開始した。
アメリカ盤LPはシングル曲「オール・アラウンド・ザ・ワールド」が追加され、曲順も変更された。

## 反響
先行シングル「ザ・モダン・ワールド」は、リリース当時は全英シングルチャートで7週トップ100入りして36位に達し、バンド解散後の1983年に再発された際、再び4週にわたり全英トップ100入りして最高51位を記録した。そして、本作は全英アルバムチャートで5週トップ100入りしたが、最高位は前作『イン・ザ・シティ』に及ばず22位に終わり、ウェラーは1978年、ファンジン『Jamming』のインタビューで「俺達はトップ5には入ると思ってたんだけどな」とコメントしている。

## 評価
Chris Woodstraはオールミュージックにおいて5点満点中3点を付け「いきなり成功を収めたアーティストの例にもれず、ザ・ジャムの2作目は、デビュー作の成功にあやかって急造させられた」「ザ・ジャムのアルバムの標準には及ばない、欠点のある作品だが、他のバンドの作品であれば称賛されていただろう」と評している。また、Adam Sweetingは2002年、『ガーディアン』紙で「急いで録音させられたため、前作の二番煎じでしかない場面もある。とはいえ、ウェラー作のハーモニー・ポップ"Tonight at Noon"や、フォクストン作の大胆な"Don't Tell Them You're Sane"といった進化も見られる」と評している。

## 収録曲
特記なき楽曲はポール・ウェラー作。
1. ザ・モダン・ワールド The Modern World – 2:32
2. ロンドン交通事情 London Traffic (Bruce Foxton) – 1:50
3. スタンダーズ Standards – 2:30
4. ガラス越しの世界 Life from a Window – 2:54
5. ザ・コンバイン The Combine – 2:21
6. ドント・テル・ゼム Don't Tell Them You're Sane (B. Foxton) – 3:42
7. 何処かで何かが In the Street, Today (Paul Weller, David Weller) – 1:32
8. ロンドン娘 London Girl – 2:42
9. アイ・ニード・ユー I Need You (For Someone) – 2:42
10. ウィークエンドがやって来る Here Comes the Weekend – 3:31
11. トゥナイト・アット・ヌーン Tonight at Noon – 3:02
12. ミッドナイト・アワー（英語版） In the Midnight Hour (Steve Cropper, Wilson Pickett) – 1:53

### アメリカ初回盤LP
サイド1
1. "The Modern World"
2. "All Around the World"
3. "I Need You (For Someone)"
4. "London Traffic" (B. Foxton)
5. "Standards"
6. "Life from a Window"
7. "In the Midnight Hour" (S. Cropper, W. Pickett)

サイド2
1. "In the Street, Today" (P. Weller, D. Waller)
2. "London Girl"
3. "Here Comes the Weekend"
4. "The Combine"
5. "Tonight at Noon"
6. "Don't Tell Them You're Sane" (B. Foxton)

## 参加ミュージシャン
- ポール・ウェラー - ボーカル、ギター、ハーモニカ
- ブルース・フォクストン - ベース、ボーカル
- リック・バックラー - ドラムス